# Велика Трайкова
Велика Трайкова (на гръцки: Βελίκα Τράικου, Велика Трайку) e гъркоманка от Македония, гръцка учителка и деятелка на Гръцката въоръжена пропаганда.

## Биография
Велика Трайкова е родена в 1883 година в солунското българско село Градобор, тогава в Османската империя, днес Пендалофос, Гърция. Учи в гръцкото девическо училище в Солун. В 1900 година става гръцка учителка в Мъглен и развива широка дейност, което кара Йон Драгумис да я привлече в гръцката революционна организация, за да поеме връзката Битоля - Костур - Солун. В продължение на три години от 1901 до 1904 година Трайкова служи като куриер, като пренася послания и документи на гръцките андартски чети.
Семейство Трайкови е единственото патриаршистко гръкоманско семейство в Градобор. Българи от четата на Апостол войвода убиват мъжа ѝ Трайко Стерьов или Чифута (Τράικος Τσιφούτης, който също е агент на гръцката въоръжена пропаганда, и двамата им сина на 15/28 август 1904 година. Велика умира скоро след това от прободните си рани. На погребението ѝ присъства Константинос Мазаракис.
На сярското гробище Свето Благовещение (Евангелистрия) мраморна колона, поставена от Македонското образователно дружество, увековечава името на Велика Трайкова заедно с тези на Лили Цицова, Екатерина Хаджигеоргиева и Ангелики Филипиду.